# Aeroporto Internazionale di Toronto-Pearson
L'Aeroporto di Toronto-Pearson, (IATA: YYZ, ICAO: CYYZ), in inglese Toronto Pearson International Airport (anche conosciuto come Lester B. Pearson International Airport), è un aeroporto internazionale situato a 27 km a nord-ovest di Toronto, nella città di Mississauga in Canada. Esso serve come aeroporto primario la regione densamente popolata del sud dell'Ontario comprendendo l'area della Grande Toronto conosciuta come Golden Horseshoe.
È intitolato alla memoria di Lester Pearson, Primo Ministro canadese dal 1963 al 1968 e vincitore del Premio Nobel per la pace nel 1957.
L'Aeroporto di Toronto-Pearson è l'aeroporto più trafficato del Canada. Nel 2018 ha gestito un traffico di 49,5 milioni di passeggeri e 474,300 movimentazioni di aeromobili.
L'aeroporto Internazionale B. Pearson è l'hub principale per la compagnia aerea di bandiera canadese Air Canada. È anche hub per Air Canada Express, Air Transat, CanJet e Sunwing Airlines e WestJet.
Un esteso network di voli giornalieri domestici non-stop è gestito da Toronto Pearson da diverse compagnie aeree a tutte le principali città e molti centri secondari di ciascuna provincia del Canada. L'aeroporto costituisce anche un importante punto d'accesso globale in Nord America, con 76 compagnie aeree che forniscono servizi di collegamento per oltre 150 destinazioni internazionali fra Stati Uniti, Messico, Caraibi, America Centrale, Sud America, Europa, Asia, Medio Oriente e Oceania.

## Terminal

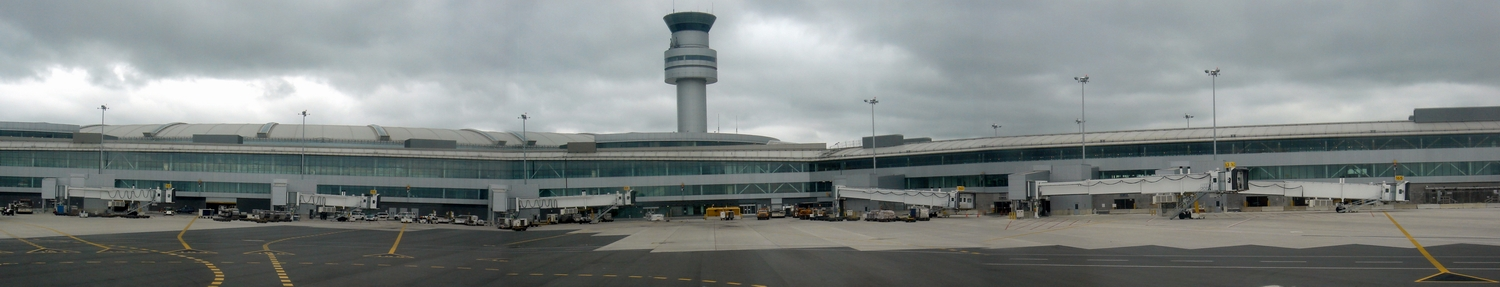
Terminal 1 dell'aeroporto Pearson

L'aeroporto attualmente dispone di due terminal operativi: il Terminal 1 e il Terminal 3. Il Terminal 1 è stato aperto il 6 aprile 2004 ed è andato a sostituire il precedente, che ha chiuso in contemporanea ed è stato demolito per fare posto a nuovi gates, mentre il Terminal 3 ha aperto il 21 febbraio 1991 ed è stato costruito per compensare il traffico dei vecchi Terminal 1 e Terminal 2.

### Terminal 1
Il Terminal 1 è progettato per gestire voli nazionali, internazionali e transfrontalieri.